# Barbula rubella
Barbula rubella là một loài Rêu trong họ Pottiaceae. Loài này được (Huebener) Mitt. mô tả khoa học đầu tiên năm 1879.